# Patton (película)
Patton es una película estadounidense de 1970 que relata las hazañas militares del general George Patton, desde la derrota estadounidense en el paso de Kasserine (campaña del norte de África) hasta la entrega de una parte de Alemania a los rusos al terminar la Segunda Guerra Mundial, aunque el filme se enfoca en describir su peculiar personalidad. El filme muestra a un hombre extravagante, carismático, severo, perseverante y romántico (como Don Quijote), quien basaba sus exitosas estrategias en las historias de guerras antiguas, y creía ser las reencarnaciones de un mariscal de Napoleón y de un guerrero cartaginés.
Hubo intentos de hacer el filme, que se iniciaron en 1953. Los productores se mantuvieron en estrecha relación con la familia de Patton para que les ayudaran con la historia de la película. Los productores querían leer los diarios de los familiares y conocer relatos íntimos del general Patton, y los pidieron el día del funeral de Beatrice Ayer Patton, viuda del general, pero la familia se opuso al filme y rehusaron proporcionar cualquier información.
Debido a la escasez de información, Francis Ford Coppola y Edmund H. North escribieron el guion del filme basados en dos biografías, Patton: Ordeal and Triumph, de Ladislas Farago, y A Soldier's Story, de Omar Bradley. En 2005, la familia Patton permitió la publicación del manuscrito de la viuda de Patton. La hija del general, Ruth Ellen Patton Totten, escribió el libro The Button Box: A Daughter's Loving Memoir of Mrs. George S. Patton, donde relata el contenido del manuscrito.
George C. Scott ganó el Óscar al mejor actor (que él rechazó) por la excelente y conmovedora interpretación del general Patton.
En 2003 fue seleccionada para su conservación en el National Film Registry de la Biblioteca del Congreso de Estados Unidos, al ser considerada «cultural, histórica o estéticamente significativa».

## Argumento
El general George S. Patton se dirige a una audiencia invisible de tropas estadounidenses para elevar su moral, centrándose en particular en el valor que la sociedad estadounidense otorga a la victoria.
Después de la humillante derrota estadounidense en la Batalla del paso de Kasserine en 1943, Patton se pone a cargo del II Cuerpo estadounidense en África del Norte. A su llegada, inmediatamente comienza a imponer disciplina entre sus tropas. En una reunión con el mariscal aéreo Arthur Coningham, de la Real Fuerza Aérea, afirma que la derrota estadounidense fue causada por la falta de cobertura aérea. Coningham le promete a Patton que no verá más aviones alemanes de la Luftwaffe, pero, segundos después, el complejo militar es bombardeado. Patton detiene un ataque alemán en la Batalla de El Guettar; su ayudante, el capitán Jenson, muere en la batalla y es reemplazado por el teniente coronel Charles R. Codman. Patton está amargamente decepcionado al saber que Erwin Rommel, comandante del Ejército Panzer alemán-italiano, estaba de baja médica, pero Codman le dice que si ha derrotado el plan de Rommel es que ha derrotado a Rommel.
Después del éxito en la campaña del norte de África, Patton y Bernard Montgomery elaboran planes contrapuestos para la invasión aliada de Sicilia. La propuesta de Patton de aterrizar con su Séptimo Ejército en el noroeste de la isla con Montgomery en el sureste (por lo tanto, potencialmente atrapando a las fuerzas alemanas e italianas en un movimiento de pinza), inicialmente impresiona a su superior, el general Harold Alexander, pero el general Eisenhower lo rechaza a favor del plan más cauteloso de Montgomery, que coloca al ejército de Patton en el sureste, cubriendo el flanco de Montgomery. Si bien el desembarco tiene éxito, las fuerzas aliadas se estancan, lo que hace que Patton desafíe las órdenes y avance hacia el noroeste hasta Palermo, y luego hacia el puerto de Messina en el noreste, superando por poco a Montgomery en la pugna, aunque varios miles de soldados alemanes e italianos consiguen huir de la isla. Patton insiste en que su enemistad con Montgomery se debe a la determinación de este último de monopolizar la gloria de la guerra. Sin embargo, las acciones de Patton no sientan bien a sus subordinados, el general Omar Bradley y el comandante Lucian Truscott.
Durante una visita a un hospital de campaña, Patton se da cuenta de que un soldado llora. Llamándolo cobarde, Patton abofetea al soldado e incluso amenaza con fusilarle, antes de exigir su regreso inmediato a la línea del frente. Por orden de Eisenhower, Patton es relevado del mando y se requiere que se disculpe con el soldado, con los demás presentes y con todo su mando. Como castigo adicional, también es marginado durante los desembarcos del Día D en 1944, siendo puesto al mando de un ejército señuelo, el Primer Grupo de Ejércitos, en el sureste de Inglaterra. Este engaño surte efecto, ya que el general alemán Alfred Jodl se convence de que Patton liderará la invasión de Europa.
Tras rogarle a su antiguo subordinado Bradley un mando antes de que termine la guerra, Eisenhower coloca a Patton bajo Bradley al mando del Tercer Ejército Central del Ejército de los Estados Unidos. Actúa de manera brillante al avanzar rápidamente a través de Francia, pero sus tanques se detienen cuando se quedan sin combustible ya que los suministros son asignados a la Operación Market Garden, al mando de Montgomery. Más tarde, durante la Batalla de las Ardenas, Patton dirige un exitoso esfuerzo de ayuda a la ciudad de Bastogne; después continúa a través de la Línea Siegfried y entra en Alemania.
En una campaña de guerra en Knutsford, Inglaterra, el general Patton comenta a la ligera que Estados Unidos y el Reino Unido dominarían el mundo de la posguerra, lo que es tomado como un insulto a la Unión Soviética. Después de la capitulación de Alemania, Patton insulta directamente al general soviético Mijaíl Katukov y luego hace un comentario casual comparando al Partido Nazi con los partidos políticos estadounidenses. En última instancia, la franqueza de Patton le hace perder el mando una vez más, aunque se le retiene para que se encargue de la reconstrucción de Alemania.
Finalmente, se ve a Patton paseando a Willie, su bull terrier, a través del campo alemán. La voz de Patton se escucha relatando que un héroe que regresaba de la antigua Roma fue honrado con un triunfo, un desfile de la victoria en el que "un esclavo estaba detrás del conquistador, sosteniendo una corona de oro y susurrándole al oído una advertencia: 'Toda gloria es pasajera'".

## Reparto
- George C. Scott como el general George S. Patton.
- Karl Malden como el general Omar N. Bradley.
- Stephen Young como el capitán Chester B. Hansen.
- Michael Strong como el brigada general Hobart Carver.
- Carey Loftin como el conductor de Bradley.
- Albert Dumortier como el ministro de Marruecos.
- Frank Latimore como el teniente coronel Henry Davenport.
- Morgan Paull como el capitán Richard N. Jenson.
- Karl Michael Vogler como el marshal Erwin Rommel.
- Bill Hickman como el conductor de Patton.
- Patrick J. Zurica como el teniente primero Alexander Stiller
- James Edwards como el sargento William George Meeks.
- Lawrence Dobkin como el coronel Gaston Bell.
- David Bauer como el teniente Harry Buford.
- John Barrie como el mariscal Sir Arthur Coningham.
- Richard Münch como Col. Gen. Alfred Jodl.
- Siegfried Rauch como el capitán Oskar Steiger.
- Michael Bates como el mariscal Sir Bernard Law Montgomery.
- Paul Stevens como el teniente coronel Charles R. Codman.
- Gerald Flood como el mariscal Sir Arthur Tedder.
- Jack Gwillim como el general Sir Harold Alexander.
- Edward Binns como el mayor general Walter Bedell Smith.
- Valeri Leon como la Reina General Madame Zuzye.
- Lionel Murton como el capellán.
- David Healy como el clérigo.
- Sandy McPeak como el correspondiente.
- Douglas Wilmer como el mayor general Francis de Guingand.
- John Doucette como el mayor general Lucian K. Truscott.
- Tim Considine como el soldado que es abofeteado.
- Abraxas Aaran como Willy.
- Clint Ritchie como el capitán del tanque.
- Alan MacNaughtan como el oficial británico.
- Florencio Amarilla como un soldado.
- Brandon Brady como el teniente Young.
- Charles Dennis como un soldado.
- Paul Frees.
- Dolores Judson.
- Billy Kearns como el oficial Callagher.
- Hellmut Lange como el mayor Dorian von Haarenwege.
- Jacques Leclerc como él mismo. Aparece en archivos fotográficos.
- Bruce Rhodewalt como el soldado clínico herido.
- Dean Selmier como el soldado que está durmiendo en el suelo.
- Lowell Thomas como él mismo.
- Harry Towb como un soldado cocinero estadounidense.

## Localizaciones de rodaje
Varias escenas de la película fueron filmadas en la desaparecida zona militar de Pamplona, en la sierra navarra de Urbasa y en Almería (ciudad utilizada para recrear Sicilia), esta última el 21 de marzo de 1969. También se rodó en el pueblo almeriense de Uleila del Campo, Segovia, Aranjuez (en la Casa del Labrador) y Madrid, con el apoyo de equipos de producción españoles. Los extras y gran parte del equipo militar era del ejército español, que aún conservaba material bélico de la Segunda Guerra Mundial.
Las escenas de batalla en la nieve se llevaron a cabo en los bosques de Valsaín (Segovia). Además, al final de la película, se muestra el Palacio de Riofrío y durante la película aparece en varias ocasiones el Palacio de la Granja de San Ildefonso.

## Datos de la producción
- Los carros de combate que salen en el filme pertenecen a la División Acorazada Brunete y son carros M47 y M48, tanto los alemanes como los americanos.
- Al final del filme, Patton está a punto de ser arrollado por una carreta y dice: «¡Imagínelo, después de todo lo que he pasado, terminar muriendo por esto!». En diciembre de 1945, Patton murió unas semanas después de sufrir severas heridas que fueron producidas por un accidente automovilístico sumamente insólito, por no decir sospechoso. Incluso se han barajado teorías conspirativas, las cuales señalan directamente que el general Patton fue, de hecho, asesinado.
- Los escritores del famoso diálogo de Patton tuvieron que suavizar las palabras y declaraciones reales.

## Adaptación
En 1986 se produjo una secuela hecha para la televisión llamada Los últimos días de Patton, que relata los últimos días de vida de Patton y el accidente que propició su muerte. En esta cinta George C. Scott reinterpretó al personaje.

## Música
La banda sonora, aclamada por la crítica, fue compuesta y dirigida por el prolífico compositor Jerry Goldsmith. Goldsmith utilizó una serie de métodos innovadores para vincular la música a la película, como hacer que un bucle echoplex grabara los sonidos de llamada al combate tocados en la trompeta para representar musicalmente la creencia de Patton en la reencarnación. El tema principal también consistió en una marcha sinfónica acompañada de un órgano de tubos para representar la naturaleza militarista pero profundamente religiosa del protagonista. La música de la película posteriormente le valió a Goldsmith una nominación a los Premios Óscar por Mejor banda sonora original y fue una de las 250 nominadas del American Film Institute para la lista de las veinticinco mejores bandas sonoras de películas estadounidenses. La banda sonora original se ha lanzado tres veces en disco y una vez en LP: a través de Twentieth-Century Fox Records en 1970, por Tsunami Records en 1992, y por Film Score Monthly en 1999, y una versión extendida de dos discos a través de Intrada Records en 2010.

#### Álbum de Intrada Records (2010)

##### Disco uno
| N.º | Título                       | Duración |  |
| 1.  | «Patton Salute (Solo Bugle)» | 0:44     |  |
| 2.  | «Main Title»                 | 3:08     |  |
| 3.  | «The Battleground»           | 2:14     |  |
| 4.  | «The Cemetery»               | 2:42     |  |
| 5.  | «The First Battle»           | 2:50     |  |
| 6.  | «The Funeral»                | 1:54     |  |
| 7.  | «The Hospital»               | 3:36     |  |
| 8.  | «The Prayer»                 | 1:11     |  |
| 9.  | «No Assignment»              | 2:23     |  |
| 10. | «Patton March»               | 1:53     |  |
| 11. | «Attack»                     | 3:15     |  |
| 12. | «German Advance»             | 2:32     |  |
| 13. | «An Eloquent Man»            | 1:43     |  |
| 14. | «The Payoff»                 | 2:26     |  |
| 15. | «A Change Of Weather»        | 1:23     |  |
| 16. | «Pensive Patton»             | 0:16     |  |
| 17. | «End Title»                  | 2:20     |  |
| 18. | «Echoplex Session (bonus)»   | 5:29     |  |

##### Disco dos
| N.º | Título                                           | Duración |  |
| 1.  | «Patton Speech (spoken by George C. Scott)»      | 4:54     |  |
| 2.  | «Main Title»                                     | 2:17     |  |
| 3.  | «The Battleground»                               | 2:19     |  |
| 4.  | «The First Battle»                               | 2:48     |  |
| 5.  | «Attack»                                         | 3:14     |  |
| 6.  | «The Funeral»                                    | 1:53     |  |
| 7.  | «Winter March»                                   | 1:55     |  |
| 8.  | «Patton March»                                   | 2:04     |  |
| 9.  | «No Assignment»                                  | 1:59     |  |
| 10. | «German Advance»                                 | 2:31     |  |
| 11. | «The Hospital»                                   | 3:18     |  |
| 12. | «The Payoff»                                     | 2:22     |  |
| 13. | «End Title & Speech (spoken by George C. Scott)» | 1:01     |  |
| 14. | «End Title (sans dialogue) (bonus)»              | 1:11     |  |

## Premios y reconocimientos

### Premios Óscar de 1970
| Año  | Categoría                   | Nominado(a)                                                     | Resultado |
| ---- | --------------------------- | --------------------------------------------------------------- | --------- |
| 1970 | Mejor película              |                                                                 | Ganadora  |
| 1970 | Mejor dirección             | Franklin J. Schaffner                                           | Ganador   |
| 1970 | Mejor actor                 | George C. Scott                                                 | Ganador   |
| 1970 | Mejor guion original        | Francis Ford Coppola Edmund H. North                            | Ganadores |
| 1970 | Mejor montaje               | Hugh S. Fowler                                                  | Ganador   |
| 1970 | Mejor dirección de arte     | Urie McCleary Gil Parrondo Antonio Mateos Pierre-Louis Thévenet | Ganadores |
| 1970 | Mejor sonido                | Douglas O. Williams Don J. Bassman                              | Ganadores |
| 1970 | Mejor fotografía            | Fred Koenekamp                                                  | Nominado  |
| 1970 | Mejores efectos visuales    | Alex Weldon                                                     | Nominado  |
| 1970 | Mejor banda sonora original | Jerry Goldsmith                                                 | Nominado  |